# Транспорт Білорусі
Транспорт Білорусі представлений автомобільним , залізничним , повітряним , водним (річковим)  і трубопровідним , у населених пунктах  та у міжміському сполученні діє громадський транспорт пасажирських перевезень. Площа країни дорівнює 207 600 км² (86-те місце у світі). Форма території країни — відносно компактна; максимальна дистанція з півночі на південь — 545 км, зі сходу на захід — 620 км. Географічне положення Білорусі дозволяє країні контролювати транспортні шляхи між Російською Федерацією і країнами Європейського Союзу; між країнами Балтії й Україною; між акваторіями Балтійського та Чорного морів.

## Автомобільний
Загальна довжина автошляхів у Білорусі, станом на 2010 рік, дорівнює 86 392 км, з яких 74 651 км із твердим покриттям і 11 741 км без нього (54-те місце у світі). У Білорусі налічується близько 200 тис. км відомчих (сільськогосподарських, заводський, лісових та інших) автошляхів, з яких 10 тис. км знаходяться в населених пунктах.

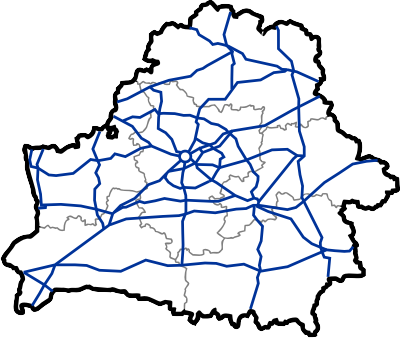
Карта-схема автомагістралей Білорусі
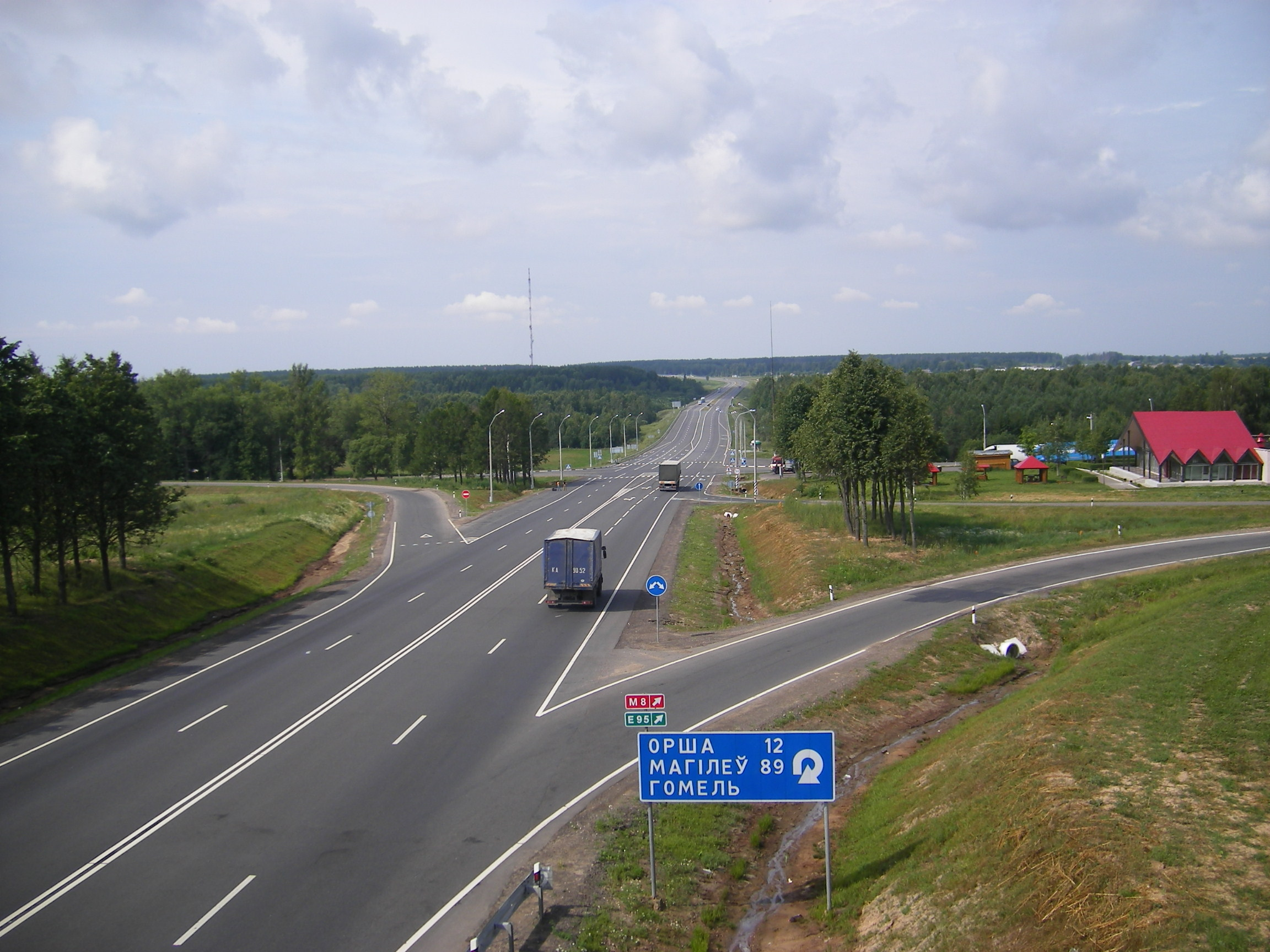
Головна автомагістраль країни — М1
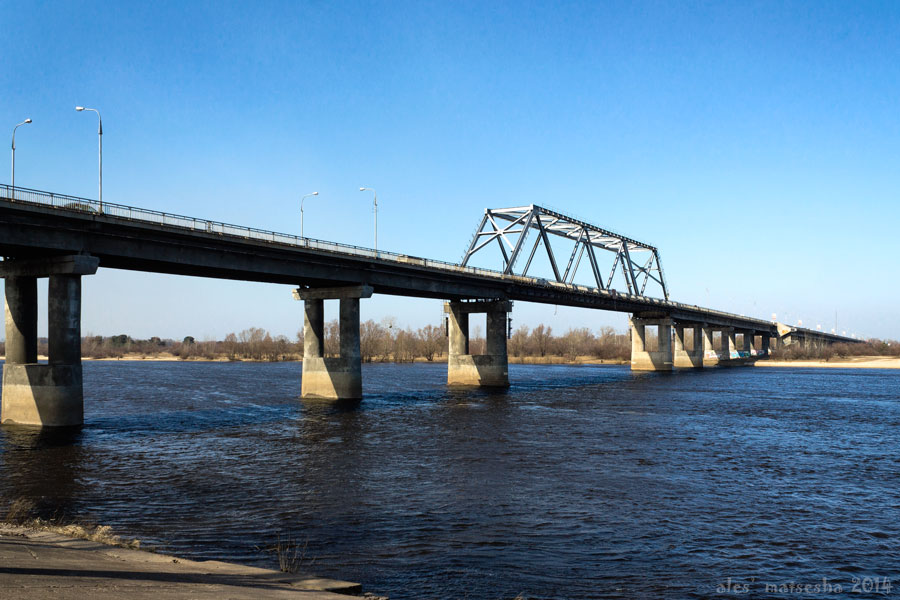
Найдовший автомобільний міст країни — через Прип'ять у Мозирі
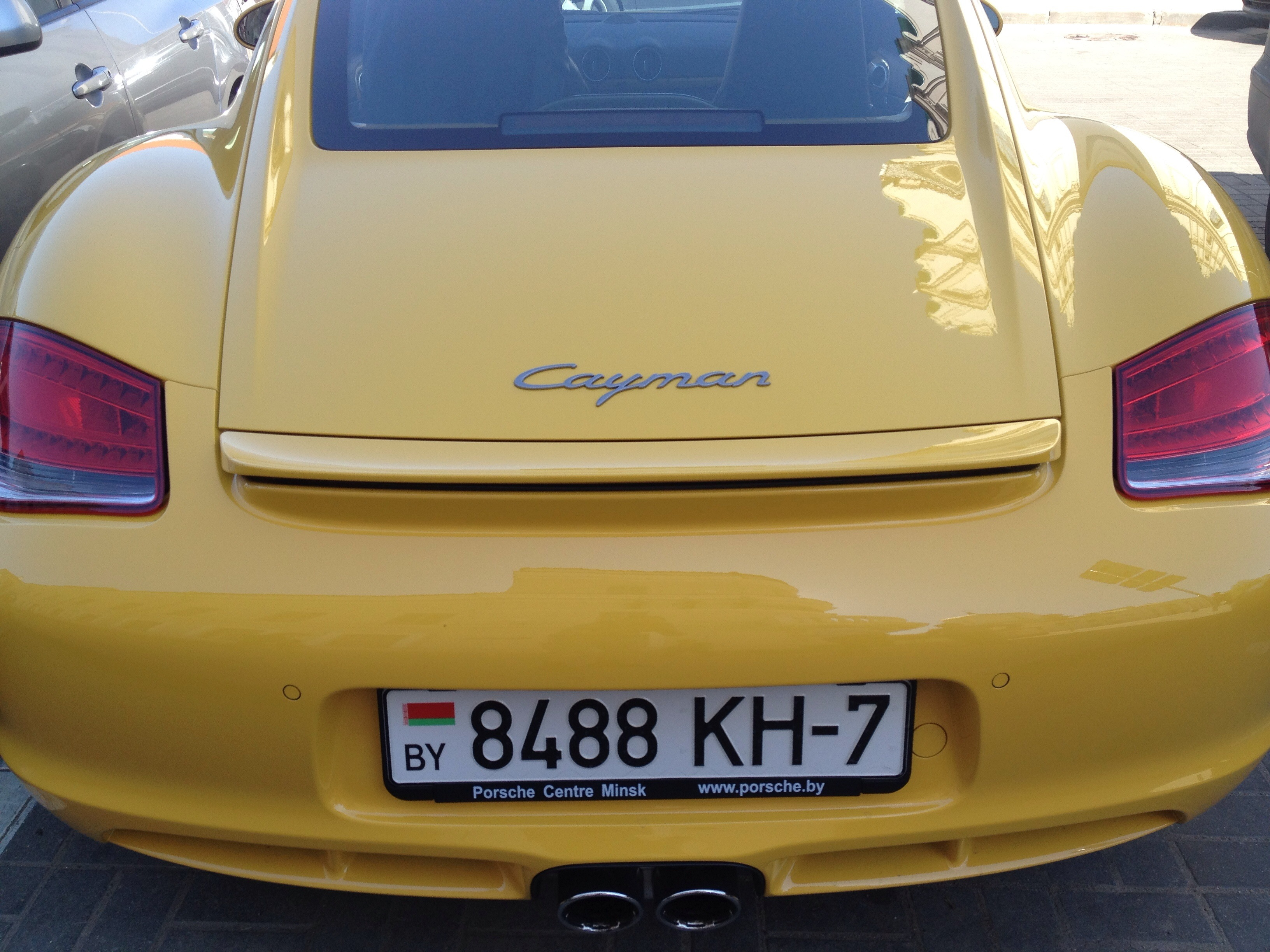
Номерні знаки Білорусі

## Залізничний

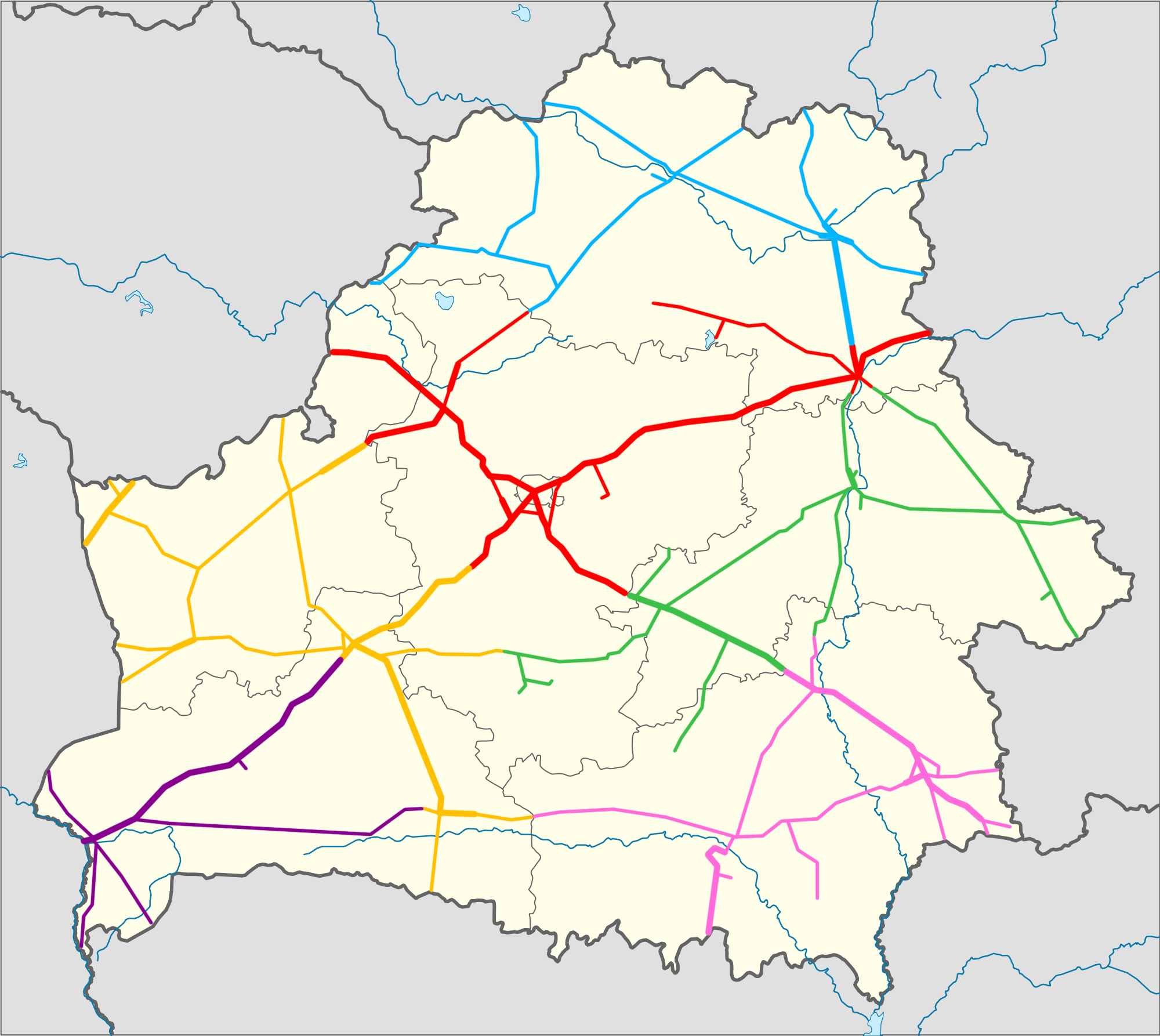
Схема Білоруської залізниці
Мінське відділення
Барановицьке відділення
Брестське відділення
Вітебське відділення
Гомельське відділення
Могильовське відділення

Загальна довжина залізничних колій країни, станом на 2014 рік, становила 5 528 км (34-те місце у світі), з яких 5 503 км широкої 1520 мм колії (874 км електрифіковано), 25 км стандартної 1435 мм колії. Залізничному і автомобільному транспорту належить провідна роль у транспортній системі Білорусі. Управління процесом перевезень і виробничо-господарською діяльністю залізничного транспорту здійснює Білоруська залізниця. Вона пов'язана із залізницями суміжних країн: Латвії (Latvijas dzelzceļš), Литви (Lietuvos Geležinkeliai), Польщі (Polskie Koleje Państwowe), Росії (Російські залізниці) і України (Укрзалізниця).

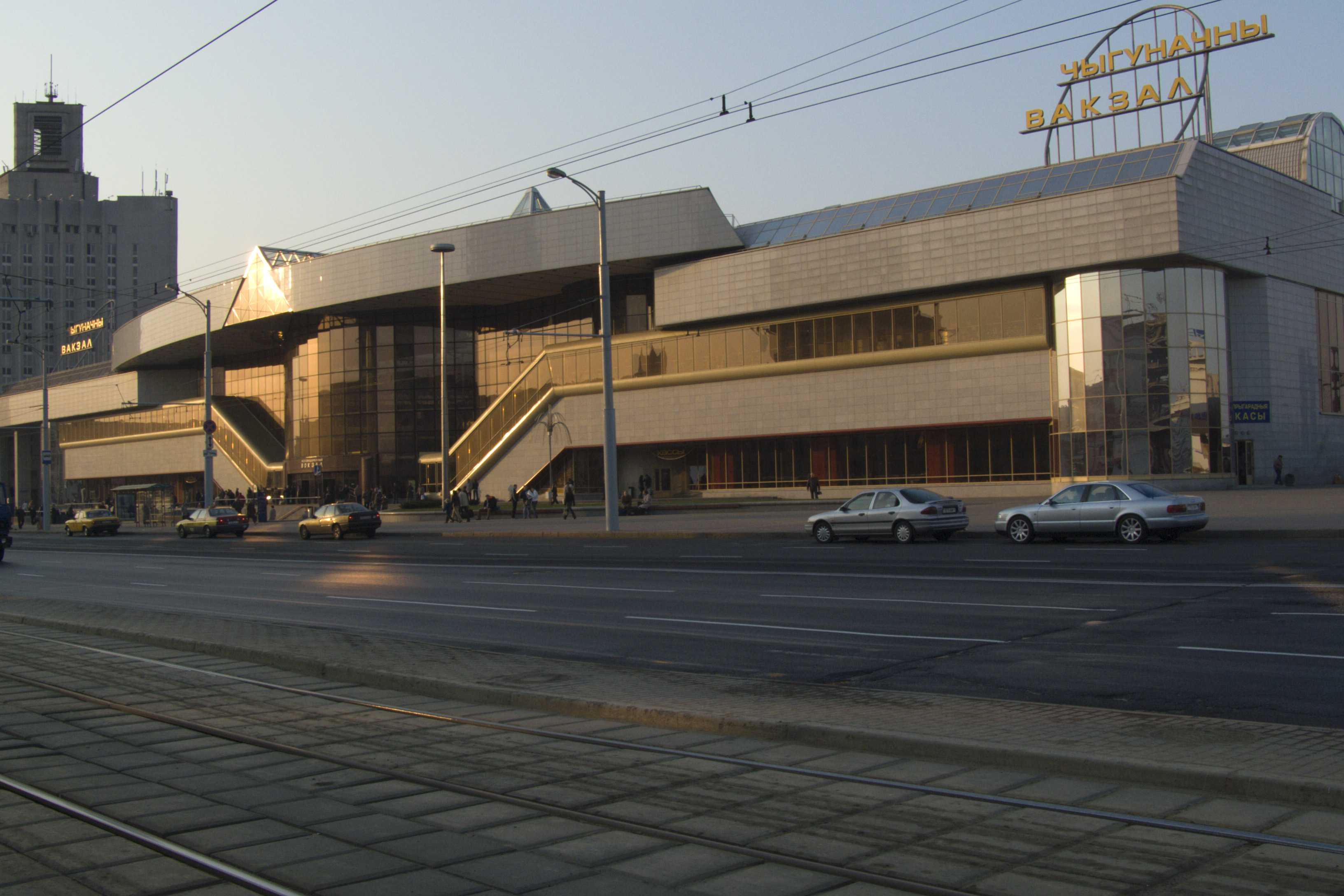
Мінський залізничний вокзал
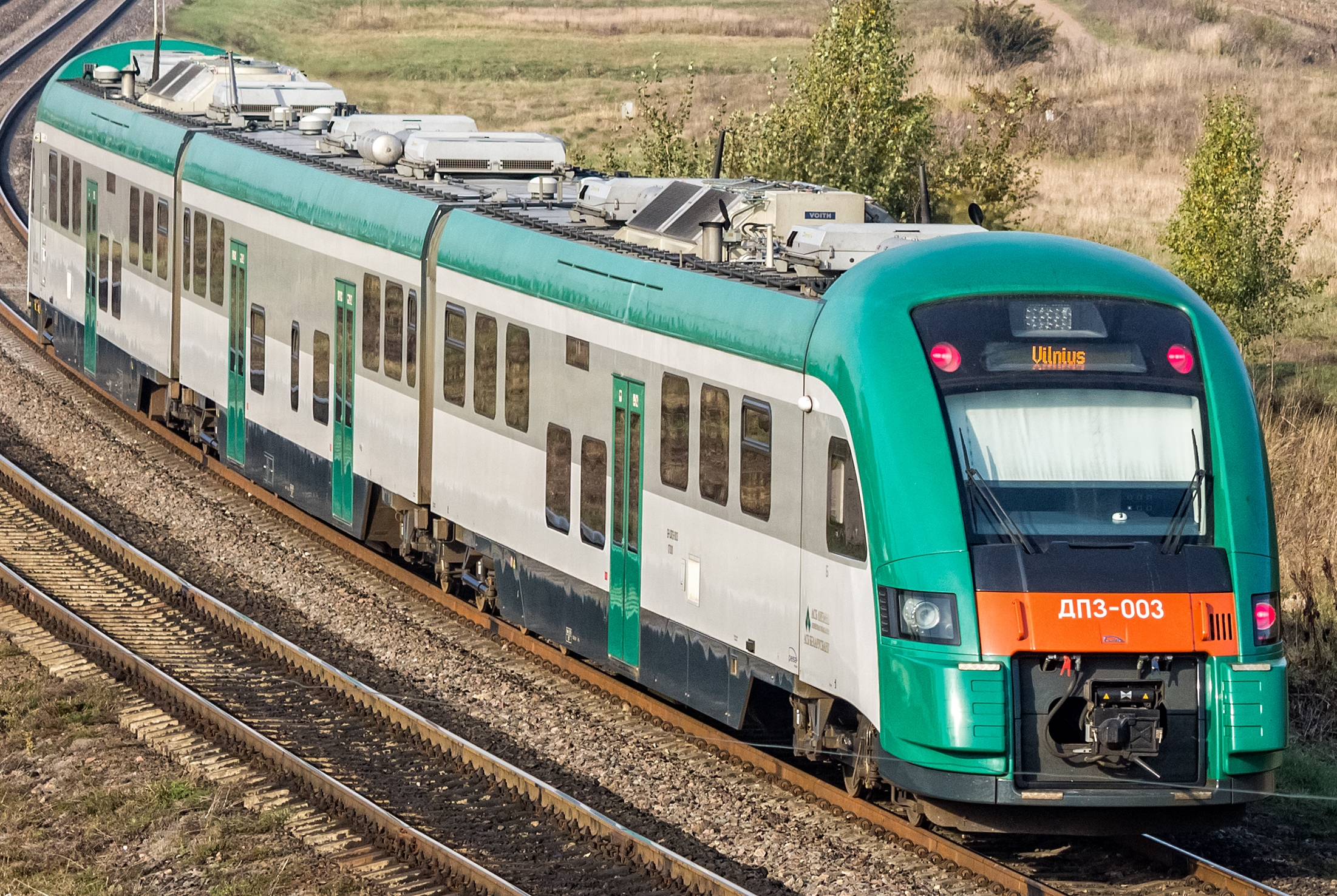
Потяг Мінськ — Вільнюс (Литва)
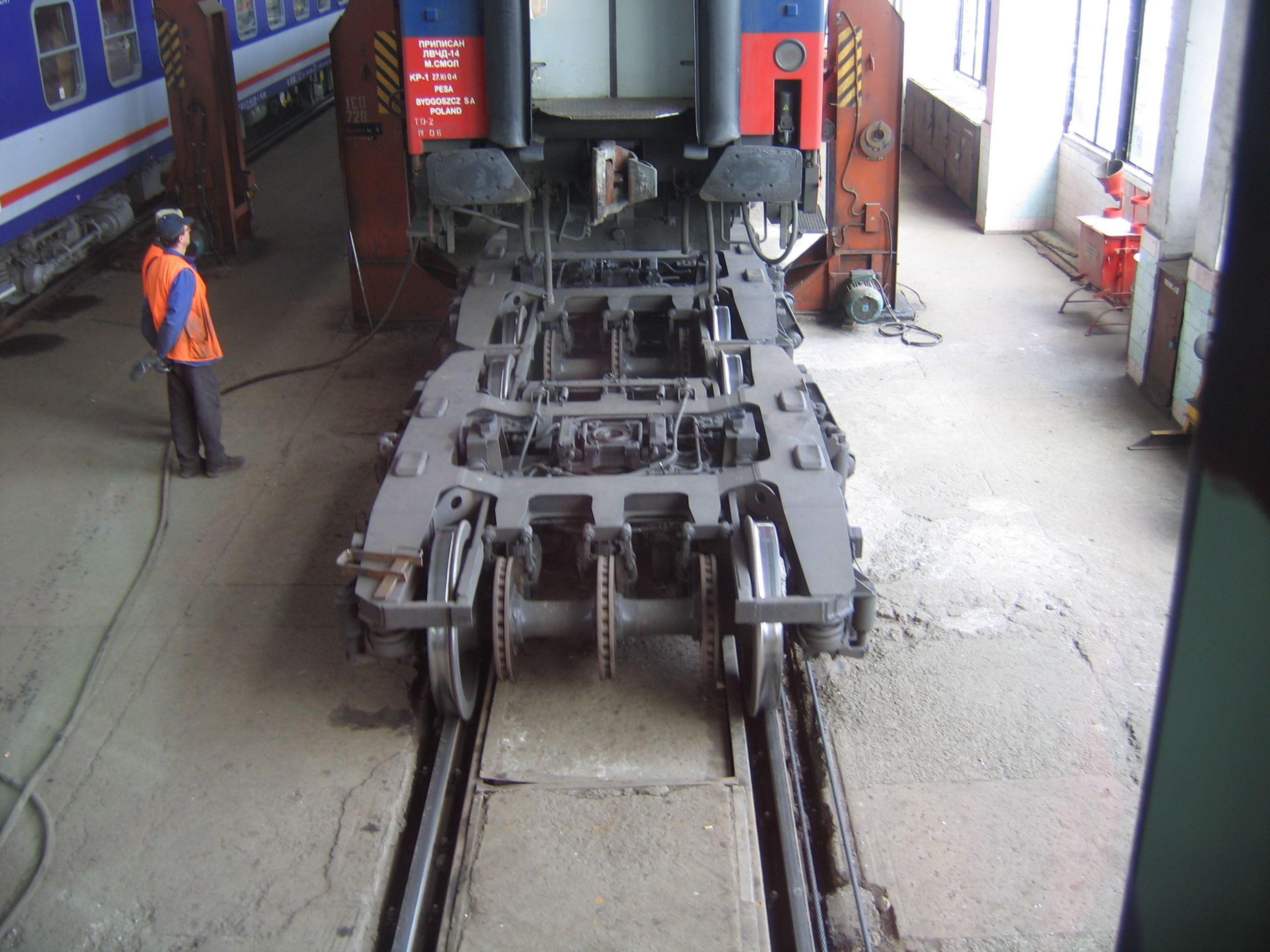
Заміна колісних пар на кордоні у Бересті
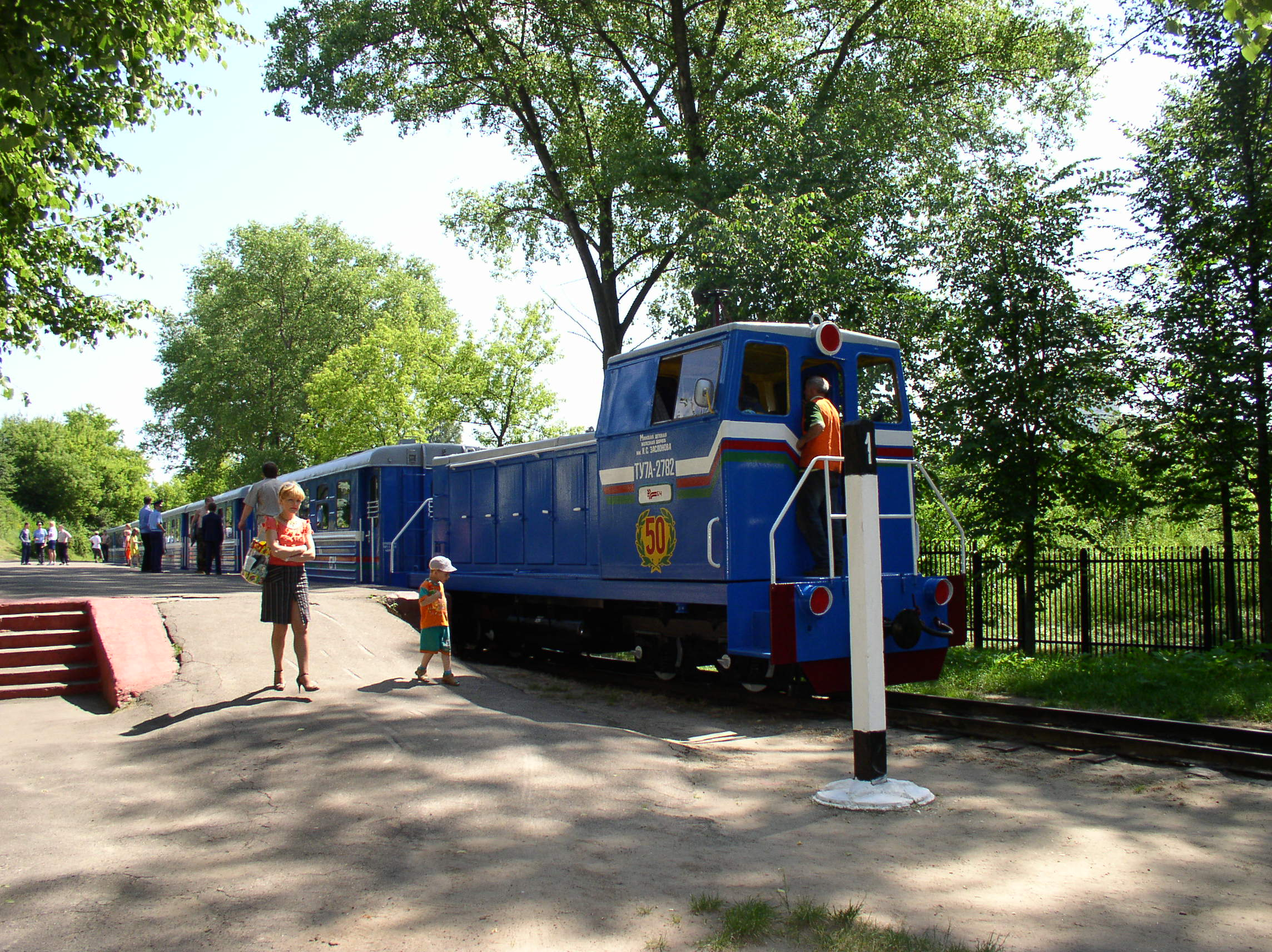
Дитяча залізниця у Мінську

## Повітряний
У країні, станом на 2013 рік, діє 65 аеропортів (75-те місце у світі), з них 33 із твердим покриттям злітно-посадкових смуг і 32 із ґрунтовим. Аеропорти країни за довжиною злітно-посадкових смуг розподіляються наступним чином (у дужках окремо кількість без твердого покриття):
- довші за 10 тис. футів (>3047 м) — 1 (1);
- від 10 тис. до 8 тис. футів (3047-2438 м) — 20 (0);
- від 8 тис. до 5 тис. футів (2437—1524 м) — 4 (1);
- від 5 тис. до 3 тис. футів (1523—914 м) — 1 (2);
- коротші за 3 тис. футів (<914 м) — 7 (28)[1].

Міжнародні аеропорти Білорусі:
- Національний аеропорт «Мінськ».
- Аеропорт «Мінськ-1».
- Аеропорт Берестя.
- Аеропорт Вітебськ.
- Аеропорт Гомель.
- Аеропорт Гродно.
- Аеропорт Могильов.

У країні, станом на 2015 рік, зареєстровано 2 авіапідприємства, які оперують 30 повітряними суднами. Національний перевізник — авіакомпанія «Бєлавіа». За 2015 рік загальний пасажирообіг на внутрішніх і міжнародних рейсах становив 1,49 млн осіб. За 2015 рік повітряним транспортом було перевезено 1,8 млн тонно-кілометрів вантажів (без врахування багажу пасажирів).
У країні, станом на 2013 рік, споруджено і діє 1 гелікоптерний майданчик.

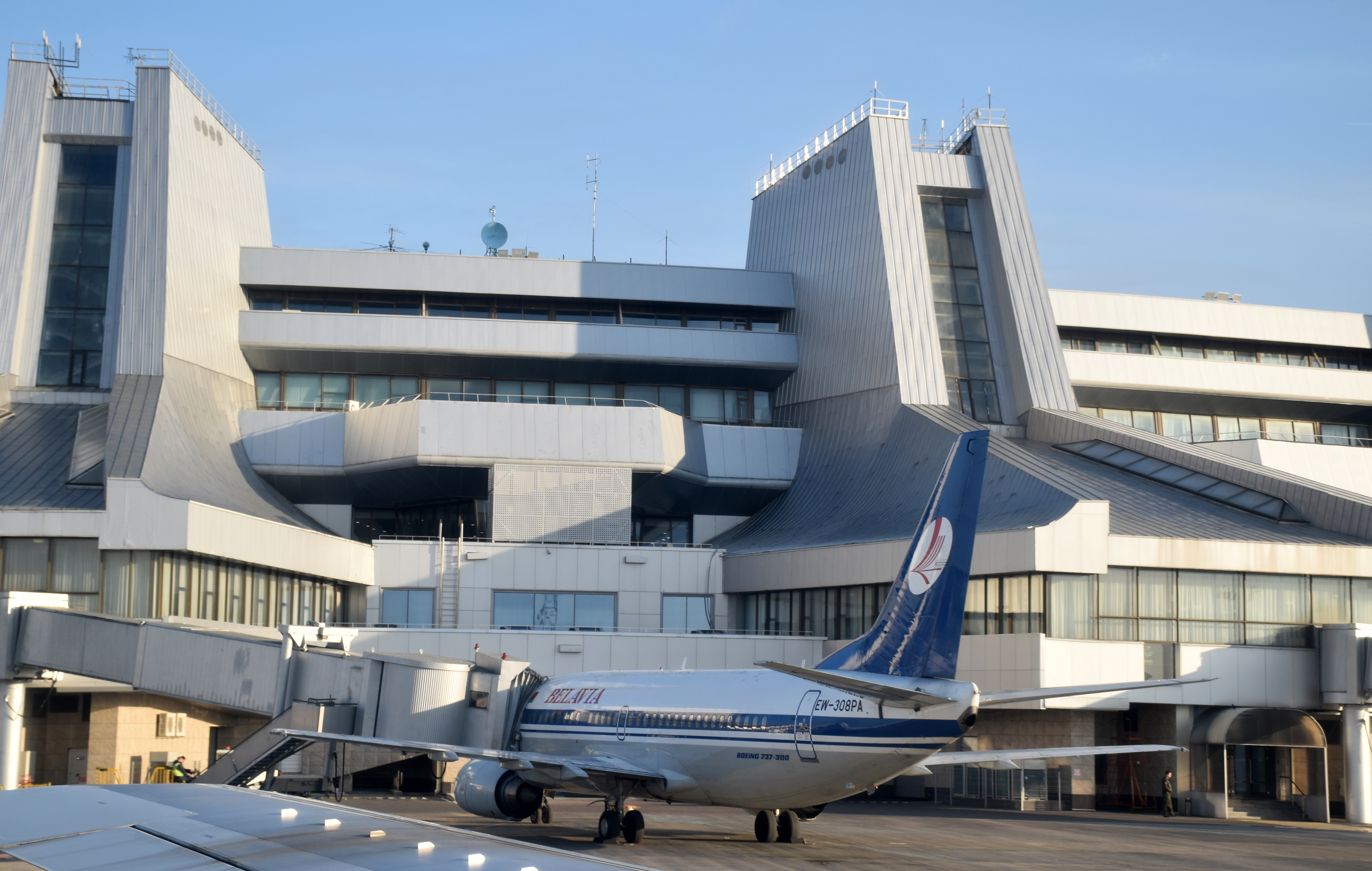
Термінал Мінського міжнародного аеропорту
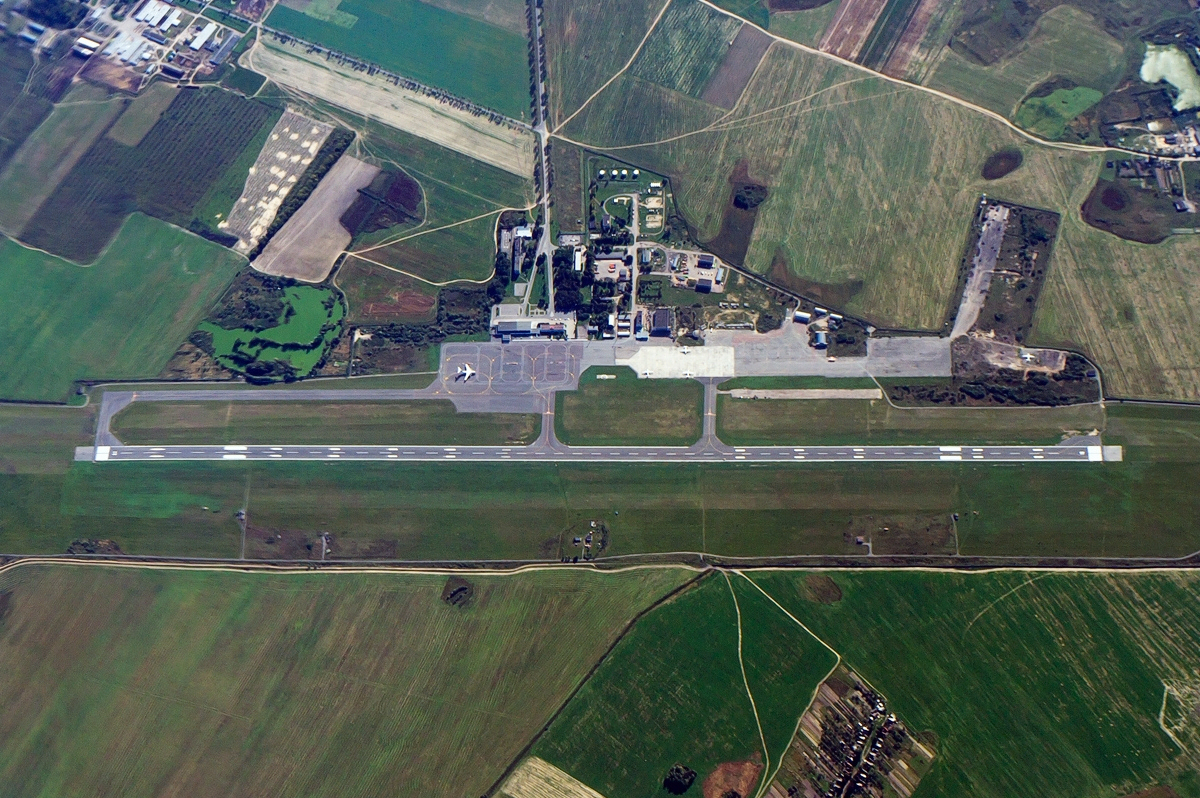
Летовище Гомельського аеропорту
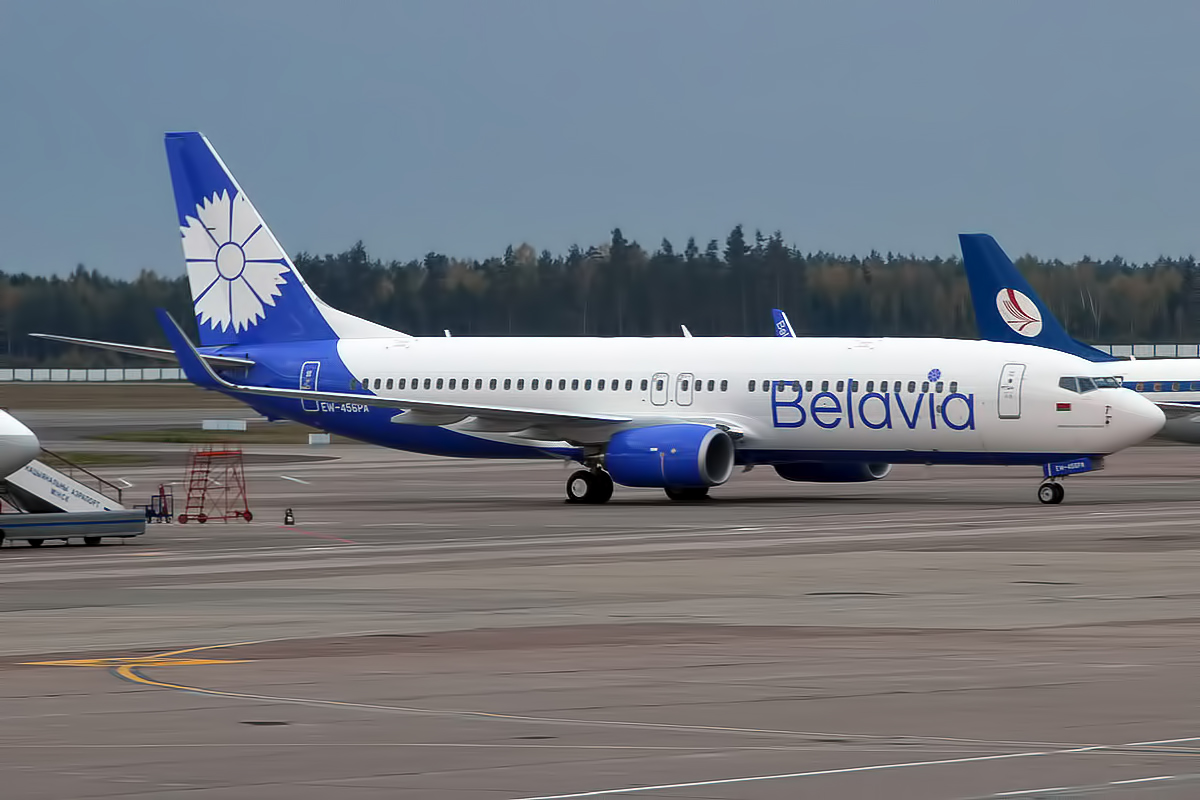
Боїнг-737 у лівреї національної авіакомпанії «Белавіа»
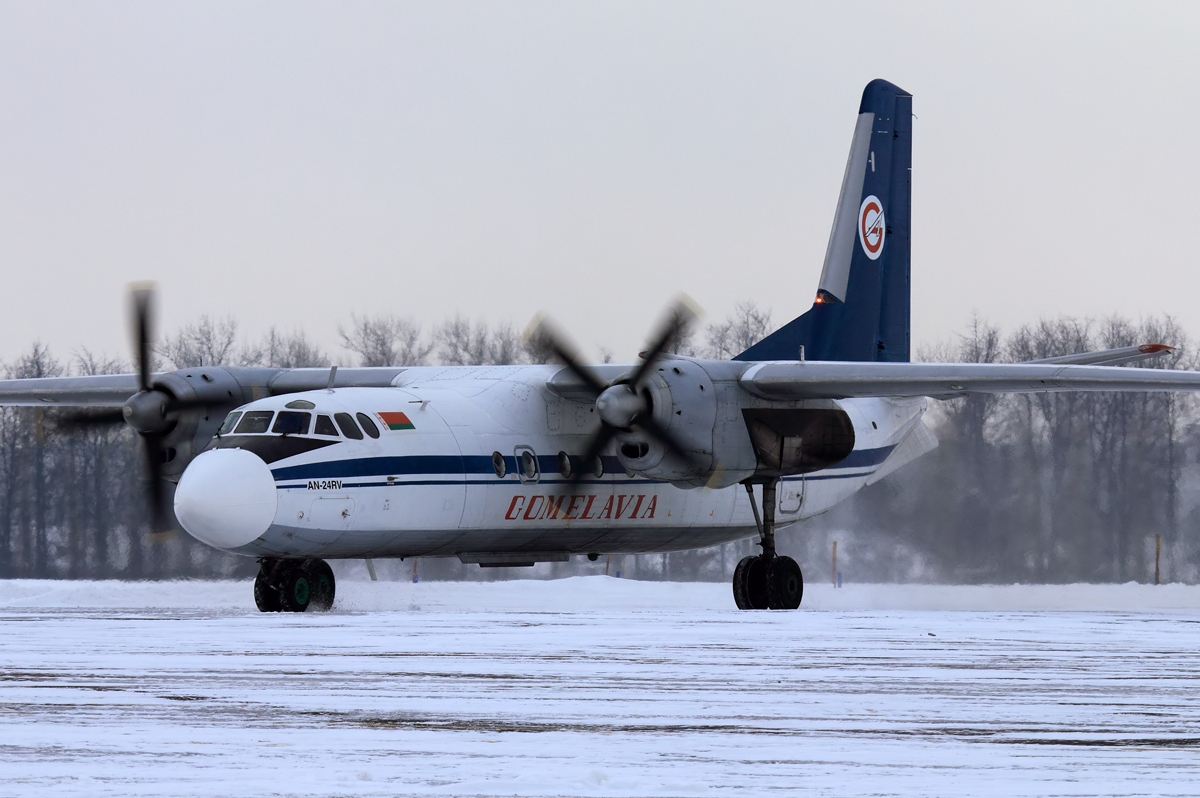
АН-24 авіакомпанії «Гомельавіа»

Білорусь є членом Міжнародної організації цивільної авіації (ICAO). Згідно зі статтею 20 Чиказької конвенції про міжнародну цивільну авіацію 1944 року, Міжнародна організація цивільної авіації для повітряних суден країни, станом на 2016 рік, закріпила реєстраційний префікс — EW, заснований на радіопозивних, виділених Міжнародним союзом електрозв'язку (ITU). Аеропорти Білорусі мають літерний код ІКАО, що починається з — UM.

## Водний

### Річковий
Загальна довжина судноплавних ділянок річок і водних шляхів, доступних для суден з дедвейтом понад 500 тонн, 2011 року становила 2 500 км (35-те місце у світі). Головні водні транспортні артерії країни: Західна Двина на півночі, Німан на заході; Дніпро з притоками Сож, Березина й Прип'ять у центрі й на півдні.
Головні річкові порти країни: Мозир на річці Прип'ять.

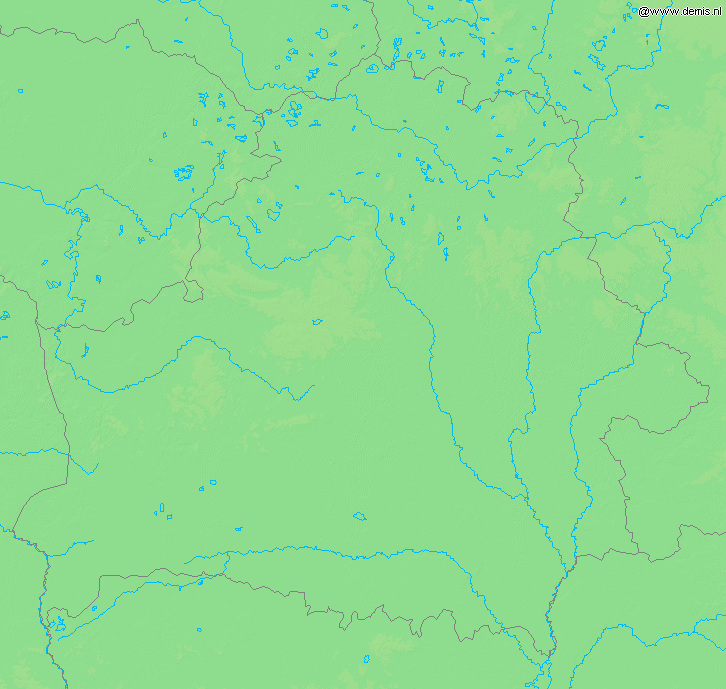
Головні водні магістралі Білорусі
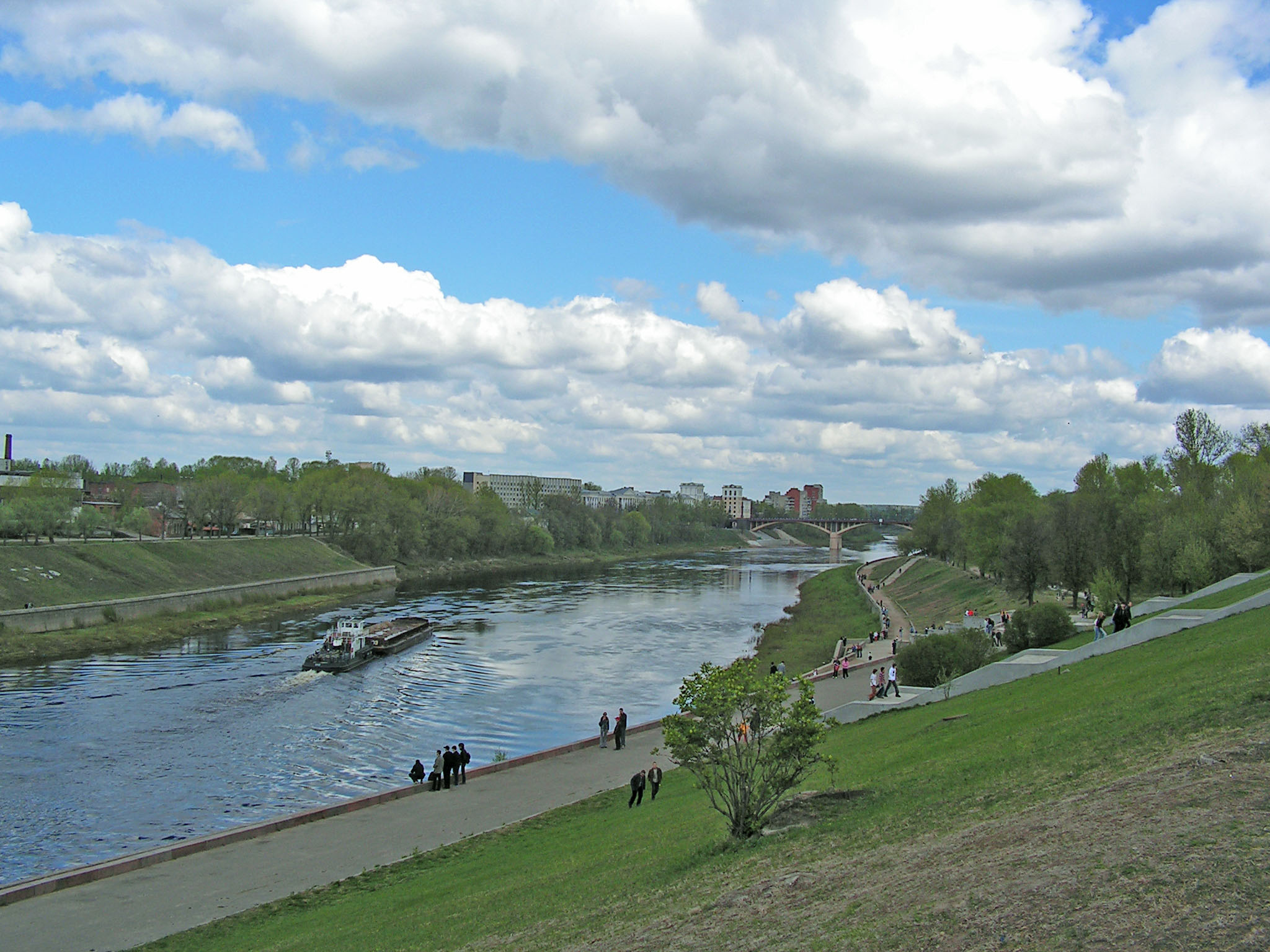
Баржа на Даугаві у Вітебську
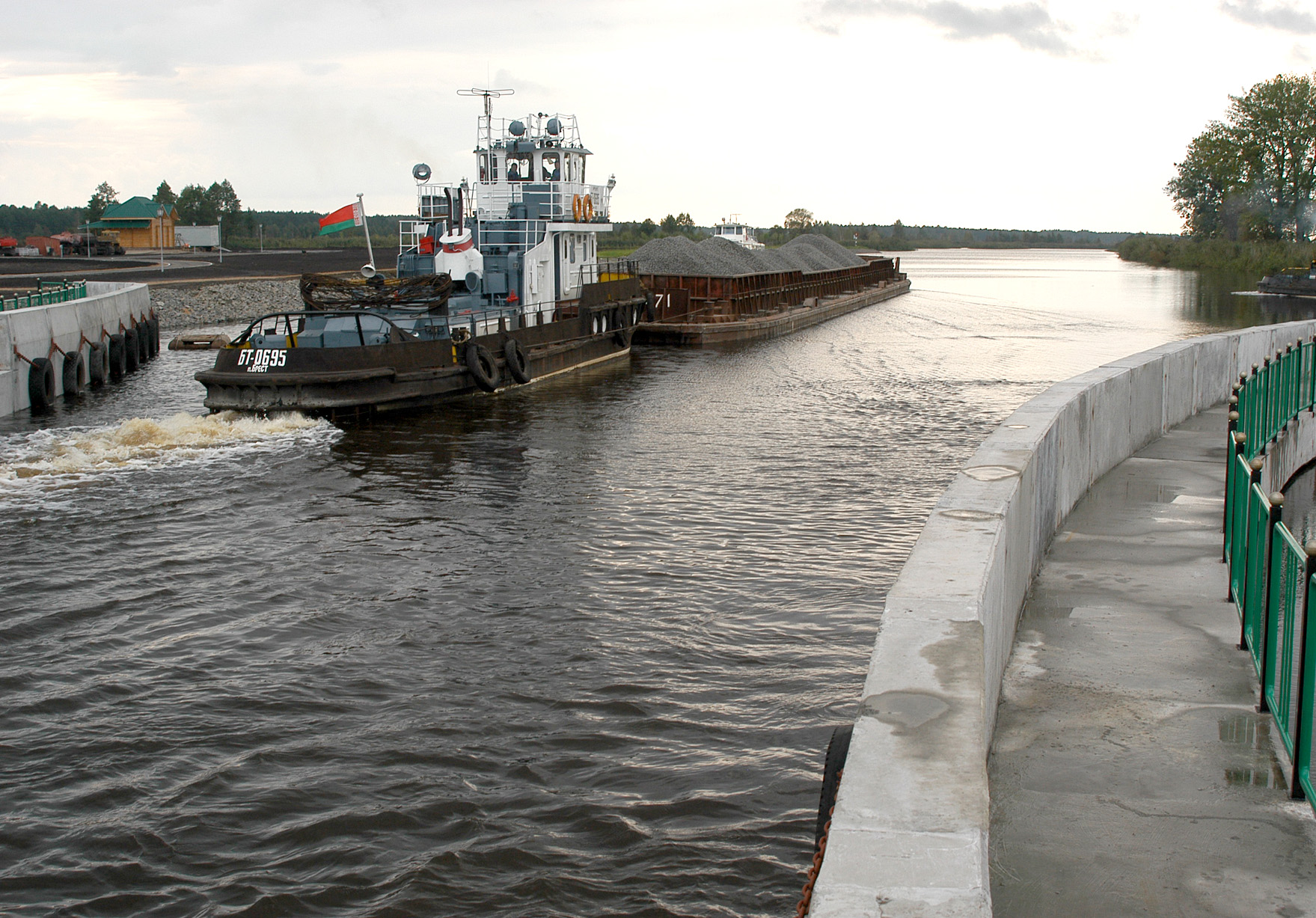
Водні магістралі

## Трубопровідний

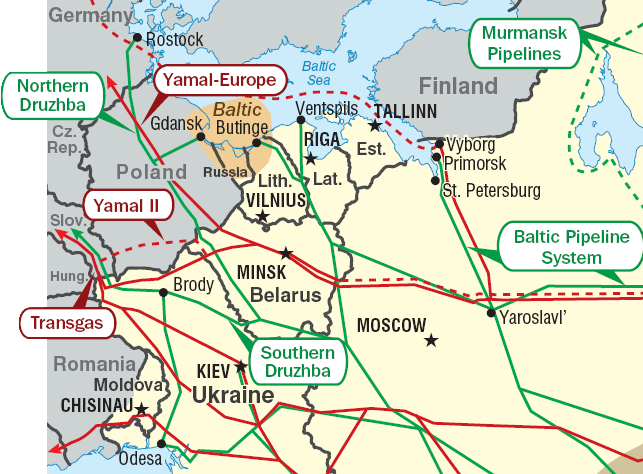
Трубопровідна система Білорусі

Загальна довжина газогонів у Білорусі, станом на 2013 рік, становила 5 386 км; нафтогонів — 1 589 км; продуктогонів — 1 730 км. Трубопровідний транспорт Білорусі використовується для транспортування нафти, нафтопродуктів і газу. Газотранспортна система Білорусі виконує дві основні функції: забезпечення природним газом внутрішніх споживачів, а також транзит природного газу через територію держави в країни Західної та Центральної Європи.

## Міський громадський
Мінські міські лінії, після відкриття у вересні 2011 року, стали в Мінську п'ятим видом громадського транспорту — після трамвая, тролейбуса, автобуса та метро.

На станції Мінського метрополітенуНа станції Мінського метрополітену
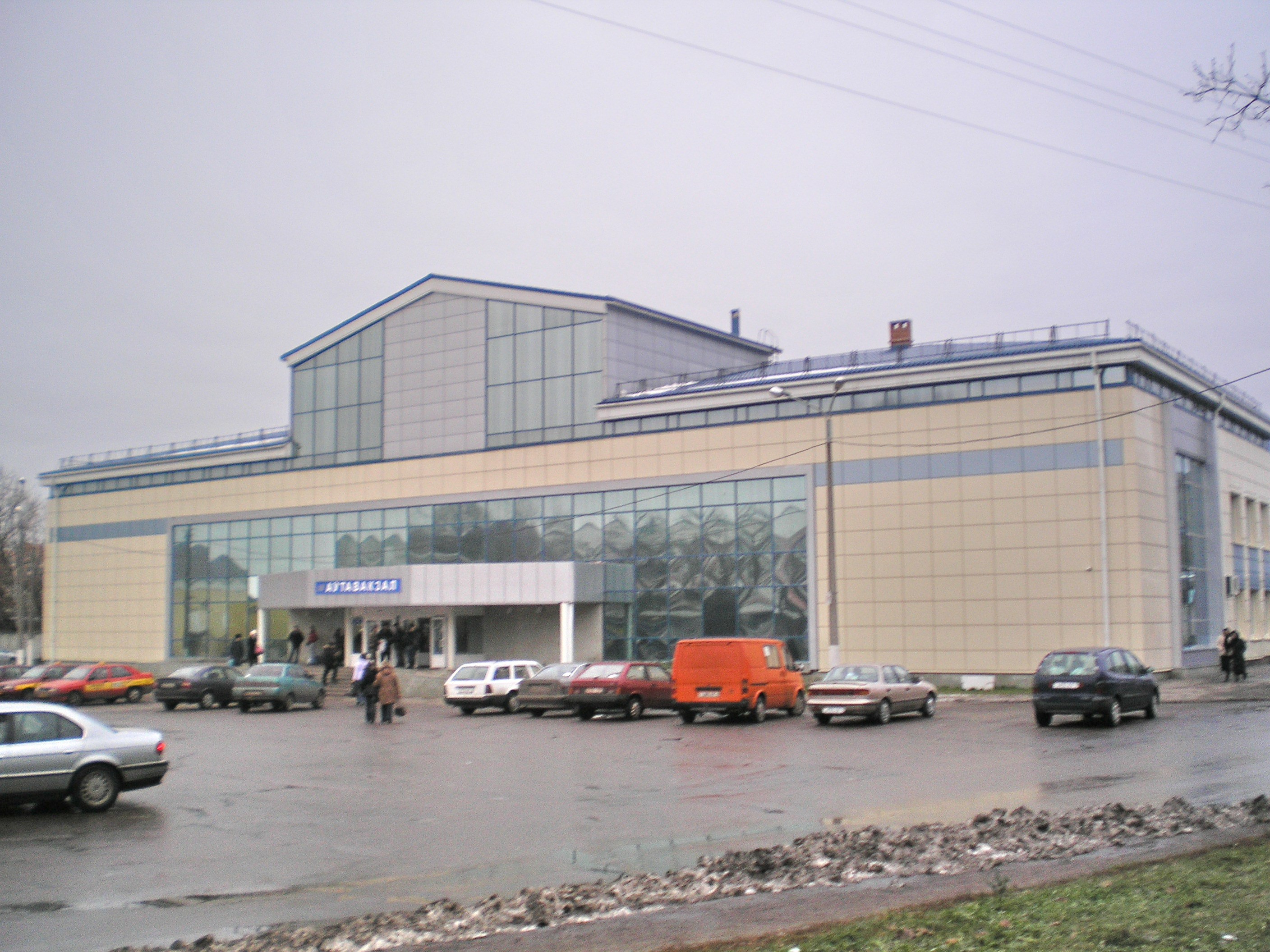
Автобусна станція у Гомелі
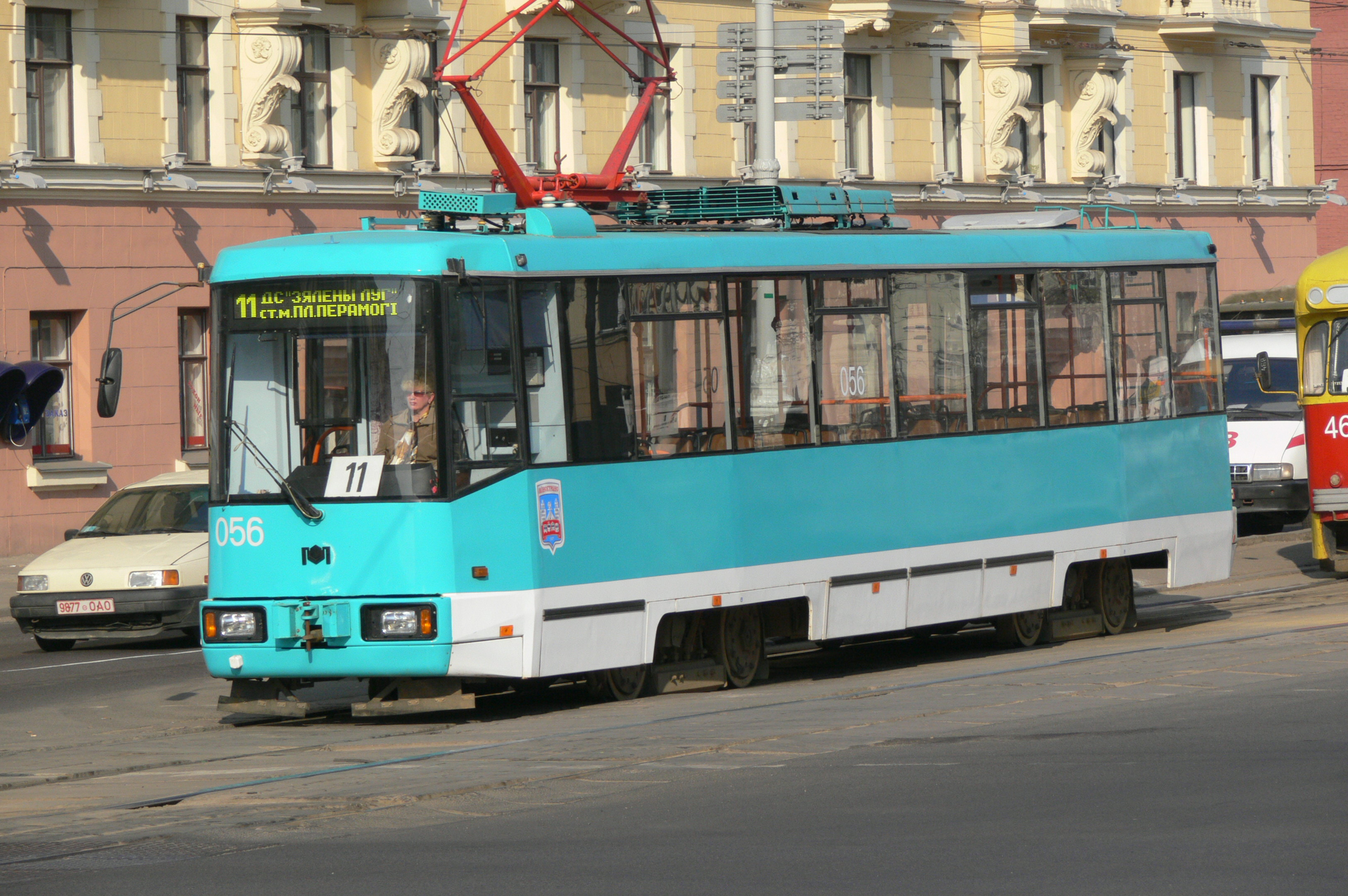
Мінський трамвай
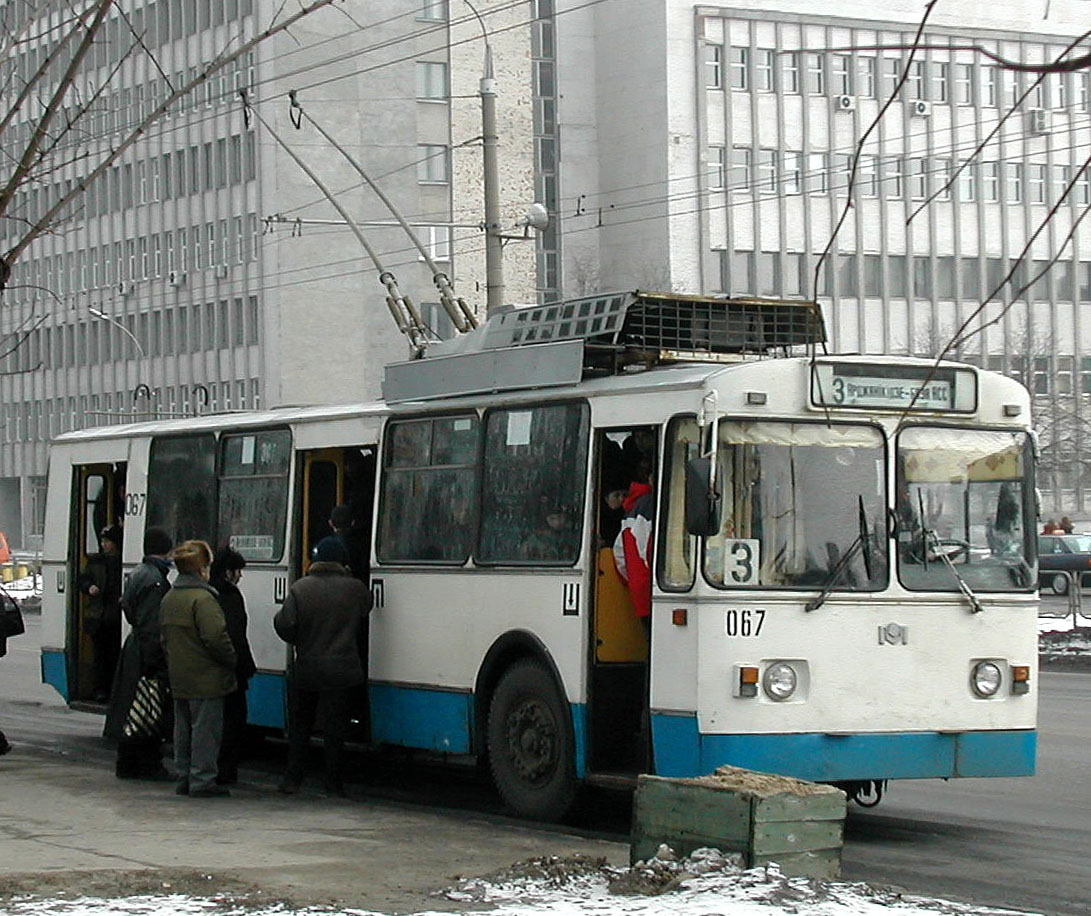
Тролейбус у Бересті
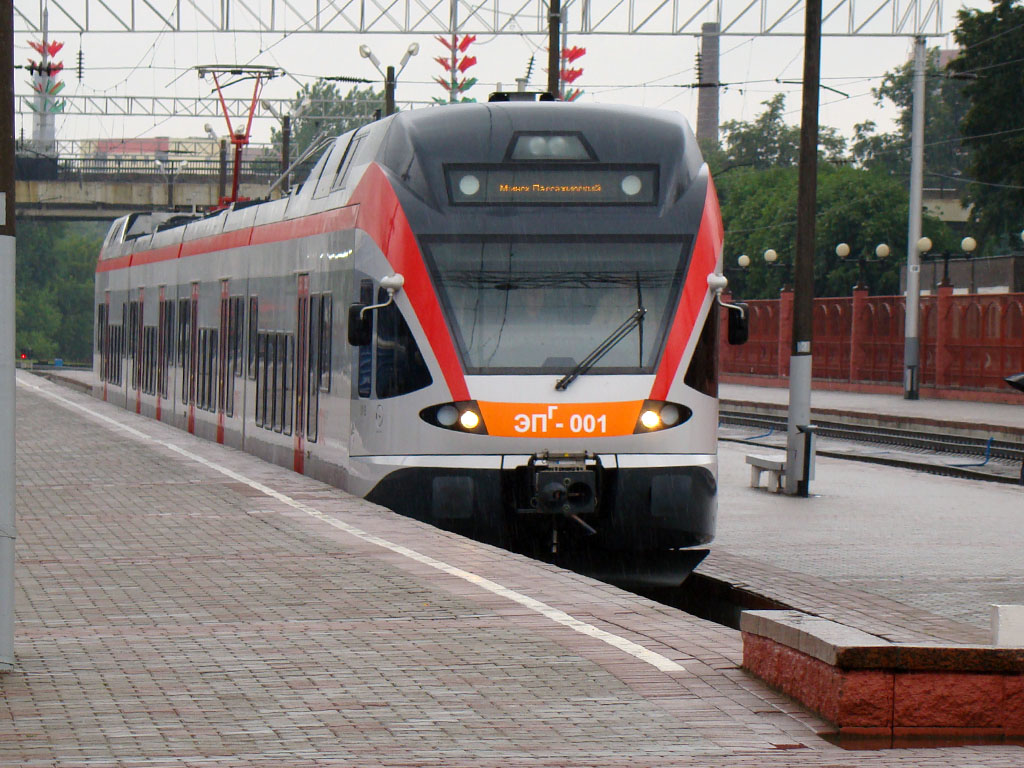
Потяг столичної електрички

## Державне управління
Держава здійснює управління транспортною інфраструктурою країни через міністерство транспорту і зв'язку. Станом на 12 липня 2013 року міністерство в уряді Михаїла Мясниковича очолював Анатолій Сівак.

### Українською
- Атлас. 10-11 клас. Економічна і соціальна географія світу / упорядники :  О. Я. Скуратович, Н. І. Чанцева. — К. : ДНВП «Картографія», 2010. — ISBN 978-966-475-639-3.
- Атлас світу / голов. ред. І. С. Руденко ; зав. ред. В. В. Радченко ; відп. ред. О. В. Вакуленко. — К. : ДНВП «Картографія», 2005. — 336 с. — ISBN 9666315467.
- Безуглий В. В. Економічна і соціальна географія зарубіжних країн : Навчальний посібник. — К. : ВЦ «Академія», 2007. — 704 с. — ISBN 978-966-580-239-6.
- Безуглий В. В., Козинець С. В. Регіональна економічна і соціальна географія світу : Навчальний посібник. — видання 2-ге, доп., перероб. — К. : ВЦ «Академія», 2007. — 688 с. — ISBN 966-580-144-9.
- Дахно І. І. Країни світу: Енциклопедичний довідник / І. І. Дахно, С. М. Тимофієв. — К. : Мапа, 2011. — 606 с. — (Бібліотека нового українця) — ISBN 978-966-8804-23-6.
- Дахно І. І. Економічна географія зарубіжних країн : навчальний посібник. — К. : Центр учбової літератури, 2014. — 319 с. — ISBN 978-611-01-0682-5.
- Дорошенко В. І. Географія транспорту : Навчальний посібник / В. І. Дорошенко, К. Д. Діденко. — К. : Київський нац. ун-т ім. Т. Шевченка, 2010. — 183 с. — ISBN 978-966-439-329-1.
- Дубович І. А. Країнознавчий словник-довідник. — 5-те вид., перероб. і доп. — К. : Знання, 2008. — 839 с. — ISBN 978-966-346-330-8.
- Економічна і соціальна географія країн світу : Навчальний посібник / За ред. С. П. Кузика. — Л. : Світ, 2002. — 672 с. — ISBN 966-603-178-7.
- Зарубіжна транспортна географія : навчальний посібник / уклад. : Петрашевський О. Л. и др. — К. : Національний транспортний університет, 2015. — 95 с. — ISBN 978-966-632-227-5.
- Юрківський В. М. Регіональна економічна і соціальна географія. Зарубіжні країни : Підручник. — К. : Либідь, 2001. — 416 с. — ISBN 966-06-0092-5.

### Англійською
- (англ.) Modern Transport Geography / Hoyle, B. and R. Knowles (eds). — Second Edition,. — London : Wiley, 1998.
- (англ.) Rodrigue, J-P. The Geography of Transport Systems. — Fourth Edition. — N. Y. : Routledge, 2017. — 440 с. — ISBN 978-1138669574.
- (англ.) Taaffe E. J., Gauthier H. L. and O'Kelly M. E. Geography of transportation. — Second Edition. — N. Y. : Prentice Hall, 1996. — ISBN 0-13-368572-1.
- (англ.) Black, W. Transportation: A Geographical Analysis. — N. Y. : Guilford, 2003.

### Російською
- (рос.) Максаковский В. П. Географическая картина мира. Книга I: Общая характеристика мира. — М. : Дрофа, 2008. — 495 с. — ISBN 978-5-358-05275-8.
- (рос.) Максаковский В. П. Географическая картина мира. Книга II: Региональная характеристика мира. — М. : Дрофа, 2009. — 480 с. — ISBN 978-5-358-06280-1.
- (рос.) Физико-географический атлас мира. — М. : Академия наук СССР и главное управление геодезии и картографии ГГК СССР, 1964. — 298 с.
- (рос.) Шаповал Н. С. Транспортная география и транспортные системы мира : учебное пособие. — К. : Центр учбової літератури, 2006. — 188 с. — ISBN 000-0000-00-4.
- (рос.) Экономическая, социальная и политическая география мира. Регионы и страны / под ред. С. Б. Лаврова, Н. В. Каледина. — М. : Гардарики, 2002. — 928 с. — ISBN 5-8297-0039-5.
- (рос.) Энциклопедия стран мира / глав. ред. Н. А. Симония. — М. : НПО «Экономика» РАН, отделение общественных наук, 2004. — 1319 с. — ISBN 5-282-02318-0.